# Lý Thục Hiền
Lý Thục Hiền (chữ Hán: 李淑賢; bính âm: Lĭ Shūxían; 4 tháng 9 năm 1925 – 9 tháng 6 năm 1997), là người vợ chính thức thứ 2, và cũng như cuối cùng của Tuyên Thống Đế Phổ Nghi - Hoàng đế cuối cùng của triều đại Mãn Thanh.

## Tiểu sử
Bà Lý Thục Hiền nguyên là người Hán, quê ở Hàng Châu, từ nhỏ đã mồ côi cha mẹ. Sau đó, bà dời lên trú ở khu vực Triều Dương, Bắc Kinh và là cựu nhân viên bệnh viện. Trước khi gặp Phổ Nghi, theo chính cuốn tự truyện của mình chia sẻ, Lý Thục Hiền đã qua hai lần kết hôn.
Năm 1959, sau 10 năm trong tù, Phổ Nghi được trả tự do để sống nốt cuộc đời còn lại. Hai người được giới thiệu với nhau bởi một người bạn, và vào năm 1962, họ đã tổ chức đám cưới cùng năm ấy. Khi đó bà đã 37 tuổi, còn Phổ Nghi đã hơn 50 tuổi. Thủ tướng Chu Ân Lai đã hoan nghênh cuộc hôn nhân của họ.
Sống với nhau gần 5 năm trời, bà không có con với Phổ Nghi, mà đồng hành cùng chồng cho đến những ngày cuối cùng của cuộc đời ông. Trong tự truyện của mình, Lý Thục Hiền ghi lại lời nói của Phổ Nghi khi ở cùng bà:"Tôi từ nhỏ ở trong cung, sớm đã không hiểu tình vợ chồng ở dân gian là gì. Khi ấy đối với tôi, 'vợ' chỉ đơn thuần là vật bài trí, vui thì để ở bên cạnh, không vui thì có thể mấy ngày không để ý tới. Tôi chưa bao giờ biết cái gọi là 'tình yêu', thế mà khi gặp bà, tôi mới biết trên đời có tồn tại một sự ngọt ngào như vậy".
Năm 1967, ngày 17 tháng 10, Phổ Nghi qua đời do ung thư thận. Sau cái chết của chồng, bà nghỉ hưu, cuộc sống của bà lúc này vẫn được sự quan tâm của Chu Ân Lai và sự quan tâm của chính trị mà vẫn rất tốt. Vào những năm đầu thập niên 80, Lý Thục Hiền tìm kiếm và nhận được quyền sở hữu hợp pháp cuốn tự truyện của Phổ Nghi từ chính phủ Trung Hoa. Bà sau này trở nên giàu có nhờ vào việc cho xuất bản hồi ký của bà về những tháng năm cuối cùng của mình với Phổ Nghi.
Dưới sự chấp nhận của chính phủ, bà đã chuyển tro cốt của Phổ Nghi đến Thanh Tây lăng, táng vào Hoa Long hoàng gia lăng viên (华龙皇家陵园), phụ cận với Thanh Sùng lăng của Quang Tự Đế để ông được gần với tổ tiên của mình hơn. Bà mất vì bệnh ung thư phổi khi 72 tuổi. Trong ý nguyện của mình, bà yêu cầu rằng bà, Phổ Nghi, và một thiếp khác của Phổ Nghi là Đàm Ngọc Linh được an táng cùng nhau. Tuy nhiên, ước muốn ấy đến giờ vẫn chưa được thực hiện.